# Rio das Mortes (Mato Grosso)
O rio das  Mortes, também conhecido como rio Manso, é um curso de água que banha o estado de Mato Grosso, Brasil. Encontra-se na bacia Araguaia-Tocantins tendo extensão total de 1.200 quilômetros. Desagua no rio Araguaia, 20 quilômetros a montante de São Félix do Araguaia. É um dos grandes atrativos para o ecoturismo da região.

## Origens do topônimo
O nome rio das Mortes  foi colocados pelos índios Xavantes, devido às grandes batalhas com os bandeirantes às margens do rio. Não deve ser confundido com seu homônimo rio das Mortes que banha o estado de Minas Gerais e que é afluente do rio Grande, cujo principal afluente é o rio Carandaí que desemboca na altura de São João del-Rei.

## Características
O rio das Mortes sustenta um grande ecossistema e é tido como o segundo rio do mundo de água mais pura. Praticamente 40% de sua extensão se encontra em reserva ecológica, da qual a entrada só é permitida através da prévia autorização dos órgãos competentes como a FUNAI e o IBAMA . A declividade do rio das Mortes' é baixa, o leito é arenoso e a flutuação do nível d’água, entre enchente e vazante, é bastante significativa. As águas altas ocorrem entre dezembro e maio e a estiagem é máxima nos meses de setembro ou outubro. Além de banhar o estado de Mato Grosso, é um dos grandes atrativos para o ecoturismo da região.

## Cidades banhadas
- Campo Verde - MT (somente o município)
- Poxoréo - MT (Divisa com Novo São Joaquim)
- Primavera do Leste - MT (somente o município)
- Novo São Joaquim - MT  (Divisa com Poxoréo, Barra do Garças e Nova Xavantina)
- Indianópolis - MT (banha uma lateral do município)
- Nova Xavantina - MT (divide a cidade ao meio)
- Nova Nazaré - MT (somente o município)
- Cocalinho - MT  (somente uma parte do município)
- Novo Santo Antônio - MT (banha uma lateral da cidade)

## Turismo
O maior potencial turístico esta situado no município de Novo São Joaquim-MT no Distrito Cachoeira da Fumaça já consta no calendário anual todo mês de setembro o Festival de Pesca a mais de 12 anos que reúne mais de 20 mil pessoas durante o evento. (Fundadora do Festival de Pesca - 1ª Dama ELEN CRISTINA RIBEIRO no ano de 2006.
A bacia do rio Mortes (MRB) está localizada no estado de Mato Grosso, com a sua fonte na Serra São Lourenço, Campo Verde (MT) e flui no rio Araguaia, em São Félix do Araguaia (MT), sua extensão é 1.200 quilômetros. Sua área total de vinte e um municípios que cobrem toda a bacia é de 61,662,20 quilômetros quadrados, ou 6,82% do estado da área total. Existem registros de décadas recentes que mostram uma intensa expansão de áreas convertidas para uso na agricultura e pecuária.
Em um estudo publicado pela [https://www.scielo.br/j/rbzool/a/yNWxzbFrJ9LSvLzGCJBqdsr/?lang=pt Scielo] constatou-se enorme diversidade de espécimes de peixes. Sendo destaque o seguinte:
Foram capturados um total de 1036 indivíduos divididos em cinco ordens, 17 famílias e 72 espécies (Tab. II). As ordens com maior riqueza foram Characiformes com 41 espécies (56,94%) e Siluriformes com 18 espécies (25%), enquanto que a menor riqueza de espécies ocorreu em Beloniformes, com apenas 01 espécie (1,39%) (Fig. 2).
A família Characidae foi a mais abundante, apresentando 465 indivíduos (44,88%), seguida por Cynodontidae com 141 (13,61%) e Auchenipteridae com 135 indivíduos (13,03%), enquanto que as famílias menos abundantes foram Engraulidae, Chilodontidae, Doradidae e Scianidae com apenas cinco indivíduos (0,48%) cada, e Belonidae com dois indivíduos (0,19%) (Fig. 3).
As espécies mais abundantes nas coletas foram: Pygocentrus nattereri Kner, 1858 (Characidae) com 141 (13,61%), Boulengerella cuvieri (Agassiz, 1829) (Ctenoluciidae) com 95 (9,17%) e Serrasalmus rhombeus (Linnaeus, 1766) (Characidae) com 94 indivíduos (9,07%). Brycon falcatus Müller & Troschel, 1844 (Characidae), Brycon sp., Cichla piquiti Kullander & Ferreira, 2006 (Cichlidae), Crenicichla lugubris Heckel, 1840 (Cichlidae), Crenicichla sp., Farlowella sp., Heros sp., Leporinus desmotes Fowler, 1914 (Anostomidae), Moenkhausia sp. 2, Pachypops fourcroi (La Cepède, 1802) (Scianidae), Pterygoplichthys sp., Retroculus lapidifer (Castelnau, 1855) (Cichlidae), Zungaro zungaro (Humboldt, 1821) (Pimelodidae) com 1 indivíduo cada (0,10%), foram as espécies com a menor abundância (Tab. II).
Na análise sazonal a abundância foi maior na seca, com 659 indivíduos, e menor na cheia com 377 exemplares coletados. A estação seca também apresentou maior riqueza, com 66 espécies coletadas e maior diversidade (4,784 bits/indivíduos) (Tab. III).

Sendo assim a pesca é bastante favorecida e comunidades ribeirinhas tem tirado sua subsistência fazendo uso da pesca artesanal como seu principal meio de sobrevivência.
1. ↑  Scielo, Scielo (22 de outubro de 2007). «Diversidade biológica da comunidade de peixes no baixo rio das Mortes, Mato Grosso, Brasil». Scielo. Consultado em 1 de abril de 2022